# Гарбачяускас, Степонас
Степонас Гарбачяускас (лит. Steponas Garbačiauskas; 17 апреля 1900, Рига — 3 августа 1987 (либо 1983), Цюрих) — литовский спортсмен, спортивный организатор, дипломат. Участник Олимпийских игр 1924 в составе футбольной сборной Литвы.

## Биография
Родился 17 апреля 1900 года в Риге. Во время Первой мировой войны переехал в Москву. Заниматься спортом начинал в спортивном клубе Сокольники, где играл в футбол и участвовал в соревнованиях по лёгкой атлетике. В 1918 году вернулся в Литву. 
Выступал за футбольный клуб ЛФЛС (Каунас), в составе которого был чемпионом первых двух розыгрышей чемпионата Литвы (1922, 1923). Затем перешёл в другой каунасский клуб КСК. В составе сборной Литвы дебютировал 23 июня 1923 года в её первом международном матче против сборной Эстонии. 25 мая следующего года в качестве капитана команды принял участие в футбольном турнире Олимпийских игр 1924 в Париже, где в матче первого круга Литва уступила сборной Швейцарии со счётом 0:9 и завершила выступление на турнире. Двумя днями позже, там же во Франции, сыграл в товарищеском матче против сборной Египта. Всего провёл за сборную 6 матчей, последний — 13 июня 1926 года против Эстонии.
Также Гарбачяускас был успешным легкоатлетом. Он становился чемпионом Литвы в беге на 100 метров (1921, 1922), эстафетном беге и прыжках в высоту. Также установил 6 национальных рекордов, в том числе в беге на 100 метров — 12,1 с (1921 г.), 200
метров — 25,2 с (1921 г.), в прыжках в высоту 148 см в 1921 г. и 167 см в 1922 г.
Перезахоронен в декабре 2009 года на Пятрашюнском кладбище в Каунасе.